# Mis romances
Mis romances es el decimocuarto álbum de estudio del cantante mexicano Luis Miguel, lanzado al mercado por Warner Music Group Latina el 13 de noviembre de 2001. Fue producido por el propio cantante en colaboración de Armando Manzanero y la grabación se llevó a cabo en las ciudades de Los Ángeles, California, Estados Unidos y Londres, Inglaterra, Reino Unido utilizando un sistema digital. Dedicado a los boleros, este álbum es el cuarto y último hasta la actualidad, de la serie Romance que completan los álbumes Segundo Romance (1994) y Romances (1997) y se editó 10 años después de Romance, el primero de esta serie, en la que Luis Miguel versiona canciones clásicas latinoamericanas del ayer. El álbum contiene 9 versiones y 2 canciones originales: «Cómo duele» (por Armando Manzanero) y «Al que me siga» (por Manuel Alejandro). Cuatro sencillos fueron lanzados en el álbum: «Amor, amor, amor», «Cómo duele» (#1 en U.S. Billboard Hot Latin Tracks y Latin Pop Airplay), «Al qué me siga» y «Toda una vida».

## Lista de canciones
| Mis romances |                                |                                              |              |          |  |
| N.º          | Título                         | Escritor(es)                                 | Año original | Duración |  |
| 1.           | «¿Qué sabes tú?»               | Myrta Silva                                  | 1941         | 4:49     |  |
| 2.           | «Tú me acostumbraste»          | Frank Domínguez                              | 1957         | 2:35     |  |
| 3.           | «Perfidia»                     | Alberto Domínguez Borrás                     | 1939         | 3:26     |  |
| 4.           | «Amor, amor, amor»             | Ricardo López Méndez · Gabriel Ruíz Galindo  | 1944         | 3:42     |  |
| 5.           | «Cómo duele»                   | Armando Manzanero                            | 2001         | 3:54     |  |
| 6.           | «Toda una vida»                | Oswaldo Farrés                               | 1943         | 3:15     |  |
| 7.           | «El tiempo qué te quede libre» | José Ángel Espinoza Aragón                   | 1970         | 2:26     |  |
| 8.           | «Amorcito corazón»             | Pedro de Urdimalas · Manuel Esperón González | 1949         | 2:51     |  |
| 9.           | «La última noche»              | Bobby Collazo                                | 1946         | 3:49     |  |
| 10.          | «Volver»                       | Carlos Gardel · Alfredo LePera               | 1934         | 3:42     |  |
| 11.          | «Al qué me siga»               | Manuel Alejandro                             | 2001         | 4:33     |  |
| 38:29        |                                |                                              |              |          |  |

## Créditos y personal
Créditos de interpretación
| - Robbie Buchanan – piano eléctrico - Francisco Loyo – arreglista, piano , piano eléctrico - Pepe Dougan – teclados - Juan Carlos Calderón – arreglista - Abraham Laboriel – bajo - Lalo Carrillo – bajo - Luis Conte – percusión - Tom Aros – percusión - Juan Carlos Melían – percusión - Nick Davies – director de orquesta - Jerry Hey – arreglista, trompeta, fliscorno - Arturo Sandoval – trompeta - Ramón Flores – trompeta - Gary Grant – trompeta, fliscorno - Bill Reichenbach – trombón - Dan Higgins – saxofón tenor, saxofón barítono | - Jeff Nathanson - saxofón - Paul Jackson Jr. – guitarra - Michael Landau – guitarra - Todd Robinson – guitarra - Víctor Feijoo – guitarra - Ramón Stagnaro – guitarra acústica, requinto, vihuela - Dean Parks – guitarra acústica - Gayle Levant – arpa - John "JR" Robinson – batería - Víctor Loyo – batería - Luis Miguel – arreglista, vocals - Tommy Morgan – armónica - Royal Philarmonic Orchestra – cuerdas - David Theodore – oboe - Jorge "Coco" Trivisonno – bandoneón |

Créditos técnicos
| - Alejandro Asensi – productor ejecutivo - Geoff Foster – ingeniero de grabación - Marco Gamboa – ingeniero - Barrie Goshko – diseño gráfico - Jeri Heiden – diseño gráfico - John Heiden – diseño gráfico - Daniel Kresco – asistente de mezcla y grabación | - Ron McMaster – ingeniero de masterización - Luis Miguel – productor - Darren Mora – asistente de mezcla y grabación - Rafa Sardina – ingeniero - Shari Sutcliffe – coordinación de producción - Alberto Tolot – fotografías |

© MMI. WEA International Inc.

## Anuales
| País   | Asociación | Lista                      | Posición anual | Ref.  |
| España | Promusicae | Top 50 Álbumes             | 2001: 32       | [ 1 ] |
| España | Promusicae | Top 20 Álbumes Extranjeros | 2001: 10       | [ 2 ] |
| España | Promusicae | Top 20 Álbumes Extranjeros | 2002: 14       | [ 2 ] |